# Русець (гміна)
Гміна Русець (пол. Gmina Rusiec) — сільська гміна у центральній Польщі. Належить до Белхатовського повіту Лодзинського воєводства.
Станом на 31 грудня 2011 у гміні проживало 5219 осіб.

## Площа
Згідно з даними за 2007 рік площа гміни становила 99.73 км², у тому числі:
- орні землі: 77.00%
- ліси: 16.00%

Таким чином, площа гміни становить 10.29% площі повіту.

## Населення
Станом на 31 грудня 2011:
| Опис     | Загалом | Загалом | Чоловіки | Чоловіки | Жінки | Жінки |
| -------- | ------- | ------- | -------- | -------- | ----- | ----- |
| одиниця  | осіб    | %       | осіб     | %        | осіб  | %     |
| все      | 5219    | 100     | 2602     | 49.86    | 2617  | 50.14 |
| міське   | 0       | 100     | 0        |          | 0     |       |
| сільське | 5219    | 100     | 2602     | 49.86    | 2617  | 50.14 |

## Сусідні гміни
Гміна Русець межує з такими гмінами: Відава, Жонсня, Келчиґлув, Конопниця, Осьякув, Щерцув.